# Melipotis russaris
Melipotis russaris là một loài bướm đêm trong họ Erebidae.